# Liste der Abgeordneten zum Krainer Landtag (V. Gesetzgebungsperiode)
Diese Liste der Abgeordneten zum Krainer Landtag (V. Gesetzgebungsperiode) listet alle Abgeordneten zum Krainer Landtag des Kronlandes Krain in der V. Gesetzgebungsperiode auf. Die Gesetzgebungsperiode reichte von 1871 bis 1877.

## Wahlen
Mit dem Kaiserlichen Patent vom 25. November 1871 wurde der Krainer Landtag der IV. Gesetzgebungsperiode aufgelöst und die Einberufung des neugewählten Landtags mit dem 18. Dezember 1871 bestimmt. Die Wahlen fanden am 12. Dezember (Kurie der Landgemeinden), 14. Dezember (Kurie der Industrie- und Handelskammer bzw. der Städte und Märkte) sowie am 15. Dezember 1871 (Kurie der Großgrundbesitzer) statt. Mit dem 19. Mai 1877 wurde der Landtag durch ein weiteres Kaiserliches Patent aufgelöst.

## Landtagsabgeordnete
Der Landtag umfasste 37 Abgeordnete. Dem Landtag gehörten dabei 10 Vertreter des Großgrundbesitzes, 2 Vertreter der Handels- und Gewerbekammer Laibach, 8 Vertreter der Städte und 16 Vertreter der Landgemeinden. Hinzu kam die Virilstimme des Bischofs von Laibach.
Die Tabelle enthält im Einzelnen folgende Informationen:
| Name:        | Name des Abgeordneten |
| Wahlklasse:  | Die dem Klassenwahlrecht entsprechende Wahlklasse bzw. Kurie: I. Wahlklasse = Virilstimme (Bischof von Laibach); II: Adelige des Großen Grundbesitzes; III: Handels- und Gewerbekammer; IV: Zensuswahlklasse unterteilt nach Städten/Orten bzw. Landgemeinden; |
| Region:      | Die im Wahlbezirk enthaltenen Städte bzw. Gerichtsbezirke (Landgemeindewahlbezirke) |
| Anmerkungen: | Veränderungen während der Periode durch Tod, Mandatsverzicht oder spätere Angelobung |

| Name                            | Wahlklasse                 | Region                         | Anmerkung                                                          |
| ------------------------------- | -------------------------- | ------------------------------ | ------------------------------------------------------------------ |
| Apfaltrern Otto von             | Großgrundbesitz            |                                |                                                                    |
| Auersperg Alexander von         | Großgrundbesitz            |                                | 1874 verstorben                                                    |
| Barbo-Waxenstein Josef Emanuel  | Landgemeinden              | Treffen, Sittich etc.          |                                                                    |
| Blagay Ludwig                   | Großgrundbesitz            |                                |                                                                    |
| Bleiweis Janez                  | Landgemeinden              | Laibach Umgebung               |                                                                    |
| Braune Josef                    | Städte und Märkte          | Gottschee                      | am 28. November 1873 als Nachfolger von Franz Kromer angelobt      |
| Costa Ethbin Heinrich           | Landgemeinden              | Adelsberg, Planina etc.        | am 28. Januar 1875 verstorben                                      |
| Deschmann Karl                  | Großgrundbesitz            |                                |                                                                    |
| Gariboldi Anton von             | Städte und Märkte          | Idra                           | am 6. Dezember 1873 als Nachfolger von Janez Irkic angelobt        |
| Grabrijan Jurij                 | Landgemeinden              | Wippach und Idra               | am 4. August 1874 zurückgetreten                                   |
| Grasselli Peter                 | Landgemeinden              | Adelsberg, Planina etc.        | am 3. April 1875 als Nachfolger von Ethbin Heinrich Costa angelobt |
| Horak Janez                     | Handels- und Gewerbekammer |                                |                                                                    |
| Irkic Janez                     | Städte und Märkte          | Idra                           | Mandatsverzicht kurz vor seinem Tod im Jahr 1873                   |
| Jugovic Lavoslav                | Städte und Märkte          | Lak und Krainburg              |                                                                    |
| Kaltenegger Friedrich           | Landeshauptstadt           | Laibach                        |                                                                    |
| Koren Matija                    | Landgemeinden              | Adelsberg, Planina etc.        | am 19. Dezember 1873 verstorben                                    |
| Kotnik France                   | Städte und Märkte          | Oberlaibach, Laas, Adelsberg   |                                                                    |
| Kozler Peter                    | Landgemeinden              | Gottschee, Reifnitzm etc.      |                                                                    |
| Kramar France                   | Landgemeinden              | Krainburg, Neumarktl, Lak      |                                                                    |
| Kramaric Martin                 | Landgemeinden              | Cernembl, Möttling             |                                                                    |
| Kromer Franz                    | Städte und Märkte          | Gottschee                      | Mandatsverzicht im Jahr 1873                                       |
| Langer von Podgoro Franz Viktor | Großgrundbesitz            |                                |                                                                    |
| Lavrenčič Andrej                | Handels- und Gewerbekammer |                                | am 26. November 1873 als Nachfolger von Valentin Supan angelobt    |
| Lavrenčič Matej                 | Landgemeinden              | Wippach und Idra               | am 12. September 1874 als Nachfolger von Jurij Grabrijan angelobt  |
| Margheri-Comandona Albin von    | Großgrundbesitz            |                                |                                                                    |
| Murnik Janez                    | Städte und Märkte          | Stein, Radmannsdorf, Neumarktl |                                                                    |
| Obreza Adolf                    | Landgemeinden              | Adelsberg, Planina etc.        | als Nachfolger von Matija Koren am 8. Jänner 1874 angelobt         |
| Pakiž Primož                    | Landgemeinden              | Gottschee, Reifnitz etc.       | am 28. November 1873 als Nachfolger von Luka Svetec angelobt       |
| Pintar Lorenz                   | Landgemeinden              | Radmannsdorf, Kronau etc.      | am 10. Oktober 1874 angelobt                                       |
| Pogačar Janez Krizostomus       | Virilstimme                |                                | ab Juni 1875                                                       |
| Poklukar Jože                   | Landgemeinden              | Umgebung Laibach               |                                                                    |
| Rastern Nikomed von             | Großgrundbesitz            |                                | am 26. Dezember 1875 verstorben                                    |
| Razlag Radoslav                 | Landgemeinden              | Lak, Krainburg, Neumarktl      | Mandatsverzicht am 24. März 1877                                   |
| Robic Luka                      | Landgemeinden              | Radmannsdorf, Kronau etc.      | Mandatsverzicht am 10. Oktober 1874                                |
| Rudesch Franz                   | Großgrundbesitz            |                                | am 7. April 1875 ausgeschieden                                     |
| Rudež Karol                     | Städte und Märkte          | Rudolfswerth etc.              |                                                                    |
| Savinscheg Josef Emanuel        | Großgrundbesitz            |                                |                                                                    |
| Schaffer Eduard                 | Großgrundbesitz            |                                | am 21. September 1874 für Alexander von Auersperg angelobt         |
| Schrey-Redlweth Robert von      | Landeshauptstadt           | Laibach                        | am 15. September 1874 als Nachfolger von Josef Suppan angelobt     |
| Supan Valentin                  | Handels- und Gewerbekammer |                                | Mandatsniederlegung am 7. Dezember 1872                            |
| Suppan Josef                    | Landeshauptstadt           | Laibach                        | Mandatsverzicht am 1. Juli 1874                                    |
| Svetec Luka                     | Landgemeinden              | Gotschee, Reifnitz etc.        | Mandatsverzicht im Jahr 1873                                       |
| Taufferer Beno                  | Großgrundbesitz            |                                | am 29. Februar 1876 angelobt                                       |
| Tavčar Michael                  | Landgemeinden              | Treffen, Sittich etc.          |                                                                    |
| Thurn-Valsassina Hyazinth von   | Großgrundbesitz            |                                |                                                                    |
| Toman Janez                     | Landgemeinden              | Stein, Egg                     |                                                                    |
| Vesteneck Julius Franz          | Großgrundbesitz            |                                | am 29. Februar 1876 angelobt                                       |
| Widmer Bartholomäus             | Virilstimme                |                                | bis 30. Mai 1875                                                   |
| Zagorec Jože                    | Landgemeinden              | Rudolfswerth, Landstraß etc.   |                                                                    |
| Zarnik Valentin                 | Landgemeinden              | Treffen, Sittich etc.          |                                                                    |